# Gillian Carleton
Gillian Carleton (Scarborough, 3 december 1989) is een voormalig Canadees baan- en wegwielrenster. In 2012 won ze samen met Jasmin Glaesser en Tara Whitten een bronzen medaille op de ploegenachtervolging tijdens de Olympische Zomerspelen in Londen.

## Overwinningen

### Wegwielrennen
2013
3e etappe San Dimas Stage Race
6e etappe Tour Languedoc Roussillon

### Baanwielrennen
| Jaar      | CK        | PK        | WK                   | Overig                                                                       |
| Als elite | Als elite | Als elite | Als elite            | Als elite                                                                    |
| --------- | --------- | --------- | -------------------- | ---------------------------------------------------------------------------- |
| 2011      | sprint    |           |                      |                                                                              |
| 2012      |           |           | ploegenachtervolging | Olympische Spelen: ploegenachtervolging                                      |
| 2013      | omnium    |           | ploegenachtervolging | WB Aguascalientes: ploegenachtervolging WB Los Angeles: ploegenachtervolging |
| 2014      |           | omnium    |                      |                                                                              |

Brennauer · Carleton · Colclough · Rowney · Small · Stacher · Stevens · Teutenberg · Van Dijk · Wiles · Worrack